# Lindach (Dinkelscherben)
Lindach ist ein Gemeindeteil des Marktes Dinkelscherben im schwäbischen Landkreis Augsburg. Das Dorf hat 171 Einwohner (Stand 31. Dezember 2024) und liegt in der Reischenau.

## Geschichte
Vermutlich im elften Jahrhundert entstand Lindach als Rodungsdorf an der damals wichtigen Heer- und Handelsstraße von Augsburg nach Ulm. Da die Endung „-ach“ oft eine Feuchtwiese bezeichnet, ist anzunehmen, dass sich der Wald an dieser Stelle, d. h. in der Senke zwischen Lindach, Neuhäder und Au, auf größerer Fläche lichtete, weswegen hier günstige Voraussetzungen für eine Waldrodung bestanden.
Urkundlich erwähnt wird der Ortsname erstmals im Jahre 1331. Damals zählte der Ort 30 Häuser (7 Bauernhöfe, 23 so genannte Sölden, und 179 Seelen). Die Einwohner bewirtschafteten damals nicht ihr eigenes Land, sondern bearbeiteten als „Hörige“ die „Scholle“ ihrer Grundherren. Neben dem Hochstift Augsburg und dem Domstift Augsburg waren dies zunächst das Benediktinerstift St. Ulrich und Afra, Augsburger Patrizier, die Markgrafschaft Burgau und die Burgherrschaften Zusameck und Wolfsberg. Im Laufe der Zeit gelang es dem Domstift Augsburg, durch Kauf oder Tausch das ganze Dorf zu erwerben und dort bis zur Säkularisation im Jahre 1803 allein die Grund- und Ortsherrschaft auszuüben. Verwaltet wurde Lindach vom Pflegamt Dinkelscherben des Domstifts Augsburg.
Die Säkularisation machte den Ort – wie den gesamten Bereich zwischen Iller und Lech – zu einem Teil Bayerns. Dies brachte den Einwohnern Lindachs in den nächsten Jahrzehnten die persönliche Freiheit und die Möglichkeit, eigenständig zu wirtschaften. Das Dorf erhielt durch das zweite Gemeindeedikt des Königreichs Bayern vom 17. Mai 1818 die politische Selbstständigkeit.
1862 bis 1929 gehörte Lindach zum Bezirksamt Zusmarshausen und ab 1929 zum Bezirksamt Augsburg, das ab 1939 dann als Landkreis Augsburg bezeichnet wurde.
Am 1. Mai 1978 wurde Lindach im Zuge der Gebietsreform in Bayern in den Markt Dinkelscherben eingemeindet.

## Baudenkmäler
Einziges in die Denkmalliste eingetragenes Objekt ist die kleine Katholische Kapelle aus dem 18. Jahrhundert einschließlich ihrer Ausstattung.

## Vereine
- Freiwillige Feuerwehr Lindach e. V. (gegründet 1883, eingetragener Verein 2015)
- Bogenschützenclub Lindach e. V. (gegründet 1978)